# Aerospike
Базата данни Aerospike първоначално е била известна като Citrusleaf 2.0. През август 2012 компанията ребрандира както името на фирмата, така и софтуера на Aerospike. Името Aerospike идва от тип ракетна дюза, която е способна да запази своята изходяща ефективност на голяма височина и е предназначена да се отнася към способността на софтуера да е скалируем, тъй като броят на запитванията до данните се увеличава експоненциално. През 2012, Aerospike добива AlchemyDB и интегрира функциите на двете БД, включвайки допълнително релационни системи за управление на бази данни.
Aerospike e NoSQL БД, подобна на Apache Cassandra и MongoDB. В тестове за сравнителен анализ, използващи 500 милиона реда, Aerospike е бил в състояние да обработи 300 000 до 400 000 операции за секунда. За сравнение база данните Cassandra и MongoDB достигат до максимум 40 000 операции за секунда.
Aerospike се използва от онлайн маркетингови компании и потребители, включително adMarketplace, Tapad, Federated Media, и Chango. Софтуерът е в състояние да достави реклами, насочени към клиенти с ниска латентност, която е функция от голямото значение при сайтовете, които създават персонализирани реклами на техните страници.